# Chapelle-à-Wattines
Pour les articles homonymes, voir Chapelle (homonymie).
Chapelle-à-Wattines est une section de la ville belge de Leuze-en-Hainaut située en Région wallonne dans la province de Hainaut. C'était une commune à part entière avant la fusion des communes de 1977.

## Évolution démographique
- Sources : INS, Rem. : 1831 jusqu'en 1970 = recensements, 1976 = nombre d'habitants au 31 décembre.

## Vie associative

### Jumelages
Sainte-Opportune-La-Mare.